# Дисоциационна крива на хемоглобина
Дисоциационната крива на хемоглобина описва връзката между сатурацията на артериалната кръв с кислород (SaO2) и парциалното налягане на кислорода в артериалната кръв (РаО2). Кривата има сигмоидна форма поради кооперативното свързване на кислорода с молекулата на хемоглобина. 
Стойността, при която артериалната кръв е 50% наситена с кислород се отбелязва като Р50 на кривата и при нормални условия съответства на парциално налягане на кислорода в артериалната кръв от 27 mmHg. Обичайната венозна сатурация на кръвта е 75%, което съответства на 40 mmHg РаО2.
Кривата достига плато при 100 mmHg парциално налягане на кислорода в артериалната кръв. В стръмната част на кривата малки промени в парциалното налягане на кислорода водят до големи промени в сатурацията на кръвта с кислород, което има важни клинични последствия.
Преместване на кривата надясно означава, че афинитета на хемоглобина за кислород е намален. Тоест кислородът се отдава по-лесно от хемоглобина. Или за дадено РаО2, SaO2 е по-ниско. Фактори, които водят до изместване на дисоциационната крива надясно са:
- хиперкапния – повишено съдържание на въглероден диоксид в кръвта (повишен РаСО2).
- ацидоза – ниско рН на кръвта
- повишена концентрация на 2,3-дифосфоглицерат в кръвта
- повишена температура

Изместването на кривата на хемоглобина надясно при повишено съдъражние на въглероден диоксид, топлина и водородни йони е важен физиологичен механизъм за по-лесно отдаване на кислород в метаболитно активните тъкани. Вследствие на активния метаболизъм в тъканите се произвеждат въглероден диоксид, топлина и Н+ йони. Това води до изместване на кривата на хемоглобина надясно – афинитетът на хемоглобина за кислород спада – и оксихемоглобинът отдава по-лесно кислорода в тези нуждаещи се от кислород тъкани. Тази закономерност е още известна като ефект на Бор.
Кривата на хемоглобина се измества наляво от фактори обратни на споменатите по-горе:
- хипокапния – ниско съдържание на въглероден диоксид в кръвта
- алкалоза – високо рН на кръвта
- ниска концентрация на 2,3-дифосфоглицерат в кръвта
- ниска температура
- карбоксихемоглобин
- метхемоглобин
- фетален хемоглобин